# Kanjana Sungngoen
Kanjana Sungngoen (thai: กาญจนา สังข์เงิน), född 21 september 1986, är en thailändsk fotbollsspelare. Hon spelar som mittfältare i det thailändska landslaget och för klubblaget Bangkok FC.
Med sina tre mål blev hon Thailands bästa målskytt i det asiatiska mästerskapet i Vietnam år 2014. Därmed var hon också en mycket bidragande orsak till att Thailand kvalificerade sig till världsmästerskapet i Kanada år 2015; I den avgörande matchen (om femteplats) besegrades Vietnam med 2-1 och Kanjana Sungngoen gjorde båda Thailands mål.
Sungngoen var senare också en del av den trupp som deltog i världsmästerskapet. Hon deltog i samtliga tre matcher; mot Tyskland, Elfenbenskusten och Norge. Hon förblev dock mållös i turneringen.